# Journée de la république islamique d’Iran
La Journée de la république islamique, (persan : روز جمهوری اسلامی) est le 12 Farvardin de l’Hégire solaire, calendrier iranien, soit le 1er avril.
Lors d'un référendum historique de deux jours tenu les 30 et 31 mars 1979, plus de 98,2 % des Iraniens éligibles ont voté « oui » pour l'établissement d'une république islamique dans le pays.
C'était désormais la devise populaire marquant les jours qui ont suivi la révolution islamique de 1979 : « Indépendance, liberté et République islamique » à chaque coin du pays.
Depuis lors, le pays célèbre chaque année le 12 Farvardin (le 1er avril) en tant que Jour de la République islamique. La révolution islamique, dirigée par Rouhollah Khomeini, a abouti au renversement du régime de Mohammad Reza Pahlavi et à la fin des 2500 ans de règne monarchique en Iran.